# 小粉紅
小粉紅（しょうふんこう、シャオフェンホン、中国語：、英語：Little Pink）とは、中華人民共和国における1990年代以降に生まれた若い世代の民族主義者のこと。元々は「五毛党」と区別される中立的な言葉であったが、現在では主に中国共産党を熱愛し、中国民族主義、極端な愛国主義、排外主義的な立場をとるネットユーザーを指す言葉として用いられる。彼らは党と国を愛し、学歴は両極化している傾向にあるが、いずれもインターネットの扱いに長け、闘争的で、イデオロギー的に強い攻撃性を持つ。その多くは「大漢民族主義」や、「黒人排斥」「イスラム教徒排斥」といった排他的な思想を持ち、外国の集団や外国人は必ず中国に対して偏見を持っていると考えがちである。 彼らは中華人民共和国国内に居住している場合もあれば、海外に在住しながら同様の立場をとる場合もある。小粉紅に共通する行動としては、壁越え（翻牆）によってネット上で意見の異なる人々を攻撃・罵倒すること、他人の言動を過剰に検閲すること、「辱華」（中国侮辱）という言葉を拡大解釈することなどが挙げられる。
2010年代半ば、中国大陸の経済成長とインターネットの普及に伴い、留学や壁越えといった手段を通じて、海外のソーシャル・メディア上で民族主義的な傾向を持ち、極端な愛国主義的発言や中国共産党を盲目的に支持する言論を展開する中国大陸出身の青年や青少年が大量に出現した。小粉紅という言葉は、主にこうした人々を指して使われるようになった。一部の海外メディアは「小粉紅」を現代の紅衛兵と見なしているが、そのイデオロギーは1960年代から70年代の紅衛兵とは根本的に異なっている。 
2016年1月20日、中華民国の民主進歩党候補のFacebookに中国大陸のネットユーザーから大量のスパムコメントが届く事件があった。これを帝吧出征事件という。 それ以降、活動が活発化しメディアと学問的注目を集めるようになった。
2019年の香港反送中運動が勃発した後、一部の「小粉紅」による集団的なネット攻撃は、中国の公式メディアから高く称賛された。例えば、2019年のCCTVのニュース番組『新聞聯播』は、帝吧出征という行動を賞賛した。人民日報も専門の記事でこれを称賛し、その記事はCCTVのウェブサイトにも転載された。一部のネットユーザーは、人民日報とCCTVの称賛は小粉紅の行動を放任するものであると考えている。中国大陸では「壁越え」が一般的に違法行為とみなされているため、小粉紅の背後には中国共産党中央宣伝部の支持があるのではないかという見方もある。 

## 起源
「小粉紅」という言葉は、元々中国大陸のオンライン小説サイト「晋江文学城」に由来する。 2008年頃、同サイトの利用者は「昨日、小粉紅に行かなかった」といった使い方をしており、「小粉紅」はサイトの背景色がピンク色であることから、「晋江文学城」を指す愛称であった。一説には、サイトで人気の耽美小説で描かれる場面で「ピンク色の直腸内壁」という表現が使われたことに由来するとも言われる。当初、「晋江文学城」での議論は政治的ではなかったが、後に一部のユーザーが影響力のあるネットナショナリストとなり、中国からの移民や留学生が民族主義傾向や、そういった行動が顕著になり、「晋江憂国少女団」あるいは「小粉紅」と呼ばれるようになった。現在は「小粉紅」の言葉は晋江文学城の作品は関係なく「愛国青年」、または若い「民族主義者」の意味で使用される。 
2010年9月末、サイト内のフォーラムで政治的な投稿が増えすぎたことへの不満から、政治談議が全面禁止された。これにより、体制支持派の政治談議を好むユーザーたちが、かつて反体制的な雰囲気だった政治掲示板「風雨読書声」へと移動し、そこを体制支持派の拠点に変えた。  
2011年、このユーザーグループは晋江文学城を離れ、自主的に「鳳儀美食論壇」を設立した。このフォーラムは中国共産党を極端に擁護する言説が特徴で、自らを「自干五（自発的な五毛党）」と称した。  
2015年、「鳳儀美食論壇」の一部のユーザーが、新浪微博（Weibo）上で著名ブロガーの「@大咕咕咕鸡」と激しい論争を繰り広げた。が、中国共産党が指導する中華人民共和国と距離を置く意味で「你国」（お前の国）という言葉を使ったことがきっかけであった。論争の中で、「@大咕咕咕鸡」は論敵となった女性ユーザーたちの写真を公開して容姿を侮辱し、彼女らを「小粉紅」と呼んだ。この出来事がきっかけで、「小粉紅」という言葉が、ナショナリストなネットユーザーを指す蔑称として広まった。  
2017年に端傳媒は、「耽美小説好きの少女がナショナリストの闘士に変身した」というストーリーは実際には存在せず、「小粉紅」というレッテルは「張冠李戴」（人違い）であると報じている。  

## 分析

### 人口統計
「小粉紅」の主力は20歳前後の「無知な少女」で、普段は耽美小説を愛読する晋江文学城の忠実なユーザーであるという説が広く流布している。しかし、米国ペンシルベニア大学が2016年1月20日の「帝吧出征」参加者に対して行ったサンプル調査では、64%が男性であったという結果が出ている。また、『サウスチャイナ・モーニング・ポスト』によれば、小粉紅の83%は女性で、そのほとんどが18歳から24歳であるとされている。  

### 社会的地位
小粉紅の多くは三線・四線都市の出身者か、親とともにより大きな都市に移住した労働者階級であり、社会経済的には中下層に属するという分析がある。心理学者の唐映紅は、強い愛国感情は、社会経済的中下層の人々や、複雑な社会現実を理解するのが難しい保守的な人々、あるいは脳の前頭前野が未発達な青少年に多く見られる」と指摘している。この「社会的中下層」という見方は自由派の間で広く見られ、ラジオ・フリー・アジアも、小粉紅（権威主義、国家統一、社会主義経済、伝統的価値を重視する層と定義）は、自由派（市場改革、自由民主主義、現代科学技術を支持する層と定義）に比べて近代化の遅れた地域に住んでいると報じた。 

### ジェンダーと性差別
「小粉紅」という言葉は、元々性差別的なニュアンスを含んでいた。自由主義的なネットユーザーがこの言葉を広めた後、中国共産党系のメディアもこの言葉を逆手に取って、称賛の意味で使い始めたが、そこにも性差別的な色彩が残っていた。 
例えば、『環球時報』は小粉紅を称賛する記事で「彼女たちは政治に関心がなく、『左』と『右』の区別もつかないが、生まれながらの正義感を持っている」「小粉紅は我々の娘であり、妹であり、我々が密かに想いを寄せる隣のクラスの女の子だ。我々が共に彼女たちを守ろう」と述べた。また、『半月談』誌は彼女たちを「色白で美しく、正しい価値観を持ち、愛国心も『萌え萌え（萌萌哒）』である」と形容した。これらの表現は、自由派が小粉紅を「洗脳された無知な少女」と見なすのと同様に、若い女性に対する見下した姿勢を示していると指摘されている。対立する両陣営が、ともに若い女性の外見や知性について論評している点が、「小粉紅」というレッテルが急速に広まった一因である可能性も考えられる。  

## 問題点
2008年以降、錦江区の小粉紅がネットコミュニティの主要イベントに参加し始めた。その後、「愛国的な気持ちを示すため」社会的な公的行事にますます関わるようになる。しかし、「小粉紅」グループには、政治的・歴史的知識の欠如、判断力の欠如、スピーチや極端なパフォーマンスなどの問題点が指摘されている。現在、「小粉紅」は中国共産主義青年団によって組織的に支持されている。台湾独立運動、香港独立運動、チベット独立運動などが議論される事態になると「小粉紅」は集団行動を起こし、レディー・ガガとダライラマとの会談や、2016年のリオオリンピックでは、オーストラリアのスイマー、マック・ホートンのコミュニティアカウントへの集団書き込みを行った。また台湾の総統である蔡英文のツイッターとFacebookのアカウントは常に小粉紅や五毛党の攻撃対象となっている。

### 帝吧出征事件
2016年1月20日、百度貼吧のフォーラム「李毅吧」の呼びかけで、一部の中国大陸のネットユーザーが、三立新聞、蘋果日報、そして当時の中華民国次期総統蔡英文のFacebookページに大量のコメントを投稿した。これを帝吧出征事件という。 この事件は「周子瑜謝罪事件」と2016年中華民国総統選挙が引き金となった。この事件や、同年7月の趙薇監督映画における台湾人俳優戴立忍の台独疑惑による降板騒動などで、中国政府を擁護し「台独分子」を非難する若者たちが「小粉紅」というレッテルを貼られるようになった。  

### 香港反修例運動
2019年夏、香港で逃亡犯条例改正案に反対する運動が激化すると、再び「帝吧出征」が行われた。しかし、中国のインターネット実名制のため、参加者の個人情報（身分証番号、住所、電話番号など）が特定され、ネット上で晒される事態が発生。これにより帝吧は活動停止を宣言し、ファンクラブも解散した。  

### 中泰ネット罵戦
2020年4月に発生した中国とタイのネットユーザー間の論争では、小粉紅がタイ国王や政府を侮辱する攻撃を仕掛けた。しかし、タイでは政府や王室に対する批判がもともと存在したため、タイのネットユーザーはこれを逆手に取り、小粉紅の攻撃をユーモアで返し、自国の政治腐敗に関する風刺ネタを提供するなどして応戦した。結果的に、小粉紅の攻撃は大きな効果を上げることなく終わった。  

### ロンドン駅ピアノ事件
2024年1月19日、イギリスのピアニスト、ブレンダン・カヴァナがロンドンのセント・パンクラス駅でピアノ演奏をライブ配信中、五星紅旗を持った数人のグループに取り囲まれ、肖像権を理由に撮影を中止するよう要求された。双方の口論の様子はソーシャルメディアで大きな注目を集め、小粉紅の国外での行動様式を示す一例として広く知られることとなった。  

## 風刺

### 玻璃心
2021年10月、マレーシアの歌手Nameweeは、オーストラリアの歌手Kimberley Chenと共同で、中国政府および「小粉紅」を風刺した楽曲『玻璃心』を発表した。この曲は発表後すぐに中国大陸でブロックされ、両アーティストのWeiboアカウントは凍結、関連作品もすべてのプラットフォームから削除された。 なお、『玻璃心』というのは、「繊細で傷つきやすい心」を意味する。 

### 龍的傳人
2024年1月、黄明志は辰年の祝賀曲として『龍的傳人』を発表した。この曲は、「小粉紅」や「戦狼」、党総書記習近平、そして中国の政治体制を風刺していると指摘されている。 なお、『龍的傳人』というのは、「無敵の人材」を意味する。 

## 評価
「小粉紅」は当初、ジェンダー、年齢、階級、知識レベルなど複数のステレオタイプを含むレッテルであった。しかし、主要な世論やメディアで使われるうちに、様々な立場から都合よく解釈される言葉へと変化した。現在では、特に1990年以降に生まれた、中国政府やナショナリズムに傾倒する新世代の中国青年全般を指す言葉として、必ずしも否定的な意味合いでなく使われることもある。  

### 肯定的な評価
主に中国大陸のメディアや中国共産党寄りのメディアは、「小粉紅」を「素朴な愛国感情」を持つ若者と見なし、その本質は愛国的で、正しい歴史観を持ち、ポジティブなエネルギーに満ちていると評価している。同時に、彼らの歴史認識の欠如や判断力の未熟さといった欠点を指摘し、社会全体でその成長を助けるべきだとも論じている。  

### 否定的な評価
香港、台湾、その他の海外メディアは、「小粉紅」を狭量で盲目的だと批判的に見ている。また、その台頭は政府の扇動の結果であるとし、台湾、香港、チベットなどの独立問題に関する集団的なネット上の行動を「小粉紅の行動」として批判している。  